# Poganica (špilja)
Poganica je podmorska špilja uz južnu obalu Šolte u istoimenoj uvali Poganici. Nalazi se nedaleko obale, s uskim ulazom na dubini od osam metara čiji okomiti kanal širok oko 1,5 metara i dug oko 9 metara pada do dubine od 36 metara, nakon čega se podvodnim labirintima račva u galerije do dubine od 59 metara. 
Špilja je opasna i za najiskusnije ronioce kako zbog svojeg labirinta, tako i zbog dna koji se zamuti od pokreta peraja, zbog čega se gubi orijentacija. 
U špilji je nastradalo više ronilaca